# 나일봉
나일봉(羅一鳳, 1871년 2월 1일 ~ ?)은 대한제국과 일제강점기의 유학자로, 호는 묵암(黙庵), 본적은 평안남도 용강군 입연지면이다.

## 생애
어린 시절부터 15년 동안 한학을 수학했고 1909년 9월부터 1913년까지 대성학교 교사로 근무했다. 1910년 9월 일본조합교회에 입교했으며 1911년 105인 사건에 연루되기도 했지만 1913년 3월 20일 무죄를 선고받고 석방되었다. 1919년 10월 사이토 마코토 조선총독의 각 도 대표 소집에 응하여 조선총독부 주최로 열린 시국강연에서 평안남도 대표로 참석했으며 1920년 10월 26일 대동동지회 선전부장을 역임했다.
1931년 9월 17일부터 1936년 4월 24일까지 경학원 평안남도 강사, 1936년 4월 25일부터 1939년 3월 31일까지 경학원 사성 겸 잡지 편찬주임을 역임했고 1937년 9월 6일 제2회 시국 순회 강연대에서 경상북도 연사로 참여했다. 경학원 사성 재직 시절 지방으로 출장을 가면서 시국 강연을 개최하는 한편 일본군의 무운을 비는 기원제와 각종 의식에 참석하는 등 일본의 침략 전쟁에 적극 협력했다. 중일 전쟁을 찬양하는 한시를 지었으며 1937년 12월 일본의 침략 전쟁을 찬양하는 한시를 모은 시집 《성전성시집(聖戰誠詩集)》의 편찬 겸 발행인을 맡았다.
민족문제연구소의 친일인명사전 수록자 명단의 종교 부문, 친일반민족행위진상규명위원회가 발표한 친일반민족행위 705인 명단에 포함되었다.

## 참고자료
- 친일반민족행위진상규명위원회 (2009). 〈나일봉〉. 《친일반민족행위진상규명 보고서 Ⅳ-4》. 서울. 821~835쪽.